# 楽都区
楽都区（らくと-く）は中華人民共和国青海省海東市に位置する市轄区。旧称は湟水県。五胡十六国時代には南涼が首都を置いていた。

## 行政区画
- 街道:碾伯街道、崗溝街道
- 鎮:雨潤鎮、寿楽鎮、洪水鎮、高廟鎮、高店鎮、瞿曇鎮
- 郷:共和郷、中嶺郷、李家郷、芦花郷、馬営郷、馬廠郷、蒲台郷、峰堆郷、城台郷
- 民族郷:下営チベット族郷、中壩チベット族郷、達拉トゥ族郷

## 名所
- 瞿曇寺
- 西来寺
- 羊官寺
- 薬草台寺
- 石溝寺